# Дискретное косинусное преобразование
Дискретное косинусное преобразование (англ. Discrete Cosine Transform, DCT) — одно из ортогональных преобразований. Вариант косинусного преобразования для вектора действительных чисел. Применяется в алгоритмах сжатия информации с потерями, например, MPEG и JPEG. Это преобразование тесно связано с дискретным преобразованием Фурье и является гомоморфизмом его векторного пространства.
Данное преобразование является линейным, поэтому его результат можно вычислить при помощи умножения матрицы преобразования и вектора. Матрица ДКП является ортогональной (обратная матрица равна транспонированной), поэтому обратное преобразование вычисляется с помощью умножения транспонированной матрицы ДКП на вектор. На практике используется вариант ДКП с матрицей, пропорциональной ортогональной (получающейся из ортогональной умножением на константу).
Различные периодические продолжения сигнала ведут к различным типам ДКП. Ниже приводятся матрицы для первых четырёх типов ДКП:
{\displaystyle \mathrm {DCT} {\text{-}}1_{n}=\left[\cos(kl{\tfrac {\pi }{n-1}})\right]_{0\leq k,l<n}}
{\displaystyle \mathrm {DCT} {\text{-}}2_{n}=\left[\cos(k(l+{\tfrac {1}{2}}){\tfrac {\pi }{n}})\right]_{0\leq k,l<n}}
{\displaystyle \mathrm {DCT} {\text{-}}3_{n}=\left[\cos((k+{\tfrac {1}{2}})l{\tfrac {\pi }{n}})\right]_{0\leq k,l<n}}
{\displaystyle \mathrm {DCT} {\text{-}}4_{n}=\left[\cos((k+{\tfrac {1}{2}})(l+{\tfrac {1}{2}}){\tfrac {\pi }{n}})\right]_{0\leq k,l<n}}
Именно {\displaystyle \mathrm {DCT} {\text{-}}2} чаще всего встречается в практических приложениях благодаря свойству «уплотнения энергии».
{\displaystyle \mathrm {DCT} } для вектора из 8 чисел часто называют {\displaystyle \mathrm {DCT} {\text{-}}2_{8}}. Наиболее распространён двумерный вариант преобразования для матриц 8x8, состоящий из последовательности {\displaystyle \mathrm {DCT} {\text{-}}2_{8}} сначала для каждой строки, а затем для каждого столбца матрицы.
Существуют алгоритмы быстрого {\displaystyle \mathrm {DCT} }-преобразования, похожие на алгоритм быстрого преобразования Фурье. Для {\displaystyle \mathrm {DCT} {\text{-}}2_{8}} и других вариантов {\displaystyle \mathrm {DCT} } с фиксированной размерностью вектора существуют также алгоритмы, позволяющие свести количество операций умножения к минимуму.
Существуют аналоги {\displaystyle \mathrm {DCT} }, приближающие косинус числами, легко получающимися путём небольшого количества операций сдвига и сложения, что позволяет избежать операций умножения и тем самым повысить скорость вычислений.